# National-Progressive Unionistische Sammlungspartei
Die National-Progressive Unionistische Sammlungspartei (arabisch حزب التجمع الوطني التقدمي الوحدوي, DMG Ḥizb at-taǧammuʿ al-waṭanī at-taqaddumī al-waḥdawī; gemeinhin auch als Tagammu bezeichnet) ist eine sozialistische Partei in Ägypten.
Die linksgerichtete Partei wurde 1976, beim Ende der Einparteienherrschaft, aus dem linken Flügel der Arabischen Sozialistischen Union gegründet. Sie wird als Verteidiger der Prinzipien der Ägyptischen Revolution von 1952 bezeichnet. Sie verfolgte einen marxistischen Kurs und beruft sich darauf, dass sie sich den Versuchen entgegenstellt, welche die sozialen Errungenschaften der 1952er Revolution für Arbeiter, die Armen und andere Niedriglohnempfänger rückgängig machen.
Die National-Progressive Unionistische Sammlungspartei hat insgesamt 150.000 Mitglieder und veröffentlicht die wöchentliche Zeitung al-Ahali und das monatlich herausgegebene Parteibuch El Ahali.
Sie boykottierte die erste Präsidentschaftswahl im Jahre 2005. Bei den Parlamentswahlen im November 2010 gewann die Partei noch 5 der 518 Parlamentssitze in der Volksversammlung. 
Die Parteiführung besteht aus Khaled Mohieddin, dem Parteigründer, ehemaligen Vorsitzenden und Mitglied der Ägyptischen Revolutionären Kommandorats, sowie aus Mohamed Refaat El-Saeed, dem Vorsitzenden.